# Gai Valeri Potit (tribú)
Gai Valeri Potit (en llatí Caius Valerius Potitus) va ser un magistrat romà. Podria ser fill de Gai Valeri Potit Volús, cònsol l'any 410 aC. Formava part de la gens Valèria, i era de la família dels Valeri Potit.
Va ser tribú amb potestat consular l'any 370 aC.